# Liste der Nummer-eins-Hits in Kanada (1993)
Diese Liste enthält alle Nummer-eins-Hits in Kanada im Jahr 1993. Es gab in diesem Jahr 17 Nummer-eins-Singles.
| Singles | Alben |
| --- | ----- |
| - Whitney Houston – I Will Always Love You - 8 Wochen (19. Dezember 1992 – 26. Februar 1993) - Peter Gabriel – Steam - 2 Wochen (27. Februar – 5. März) - Duran Duran – Ordinary World - 4 Wochen (13. März – 9. April) - Sting – If I Ever Lose My Faith in You - 3 Wochen (10. April – 30. April) - Whitney Houston – I Have Nothing - 3 Wochen (1. Mai – 21. Mai) - Boy George – The Crying Game - 1 Woche (22. Mai – 28. Mai) - PM Dawn – Looking Through Patient Eyes - 1 Woche (29. Mai – 4. Juni) - Janet Jackson – That’s the Way Love Goes - 6 Wochen (5. Juni – 16. Juli) - Rod Stewart – Have I Told You Lately - 1 Woche (17. Juli – 23. Juli) - Tina Turner – I Don't Wanna Fight - 3 Wochen (24. Juli – 13. August) - UB40 – Can't Help Fallin' in Love With You - 2 Wochen (14. August – 27. August) - Soul Asylum – Runaway Train - 3 Wochen (28. August – 17. September) - Mariah Carey – Dreamlover - 6 Wochen (18. September – 29. Oktober) - Meat Loaf – I’d Do Anything for Love (But I Won’t Do That) - 2 Wochen (30. Oktober – 12. November, insgesamt 3 Wochen) - Blind Melon – No Rain - 1 Woche (13. November – 19. November) - Ace of Base – All That She Wants - 2 Wochen (20. November – 3. Dezember) - Bryan Adams – Please Forgive Me - 6 Wochen (4. Dezember 1993 – 16. Januar 1994) |       |